# Cléo (chanteuse)
Pour les articles homonymes, voir Cléo (homonymie) et Rousselot.
Chantal Rousselot, dite « Cléo », née en 1946[réf. nécessaire], est une chanteuse française des années 1966-1970.
Elle a enregistré six super 45 tours (4 chansons) chez Vogue, les deux premiers avec Richard Fontaine dans le cadre du duo « Cédric et Cléo » (inspiré de Sonny and Cher), les quatre autres en solo.
Elle est l'épouse d'Herbert Léonard. Ils sont parents d'une fille, Éléa.

## Discographie

### Cédric et Cléo
- 1966 : Adam et Ève (Christian Fechner - Germinal Ténas) / Des lendemains (Gérard Filipelli - Gérard Rinaldi) / Chaque fois qu’une fille passe (Christian Fechner) / Le jour se lèvera sur tout ça (Richard Fontaine) (Vogue EPL 8409)
- 1966 : Rien à faire, rien à dire (Love Is Me, Love Is You) (Tony Hatch - Michel Vendôme) / Ce monde existe (Gérard Filipelli - Gérard Rinaldi) / Alors tant pis (Long Chris - Richard Fontaine) / Plus vingt moins vingt (Germinal Tenas - Gérard Rinaldi) (Vogue EPL 8476)

### Cléo
- 1966 : Les Fauves (Gérard Bourgeois - Jean-Max Rivière) / Dis, petit (Alain Boublil - Michel Pelay) / Et moi, et toi, et soie  (C. Laporte - Jacques Dutronc) / Madame la Terre (Et ron, et ron) (C. Laporte - Michel Pelay) (Vogue EPL 8503)
- 1967 : Ce n'est qu'un au revoir, Mes sœurs (Alain Boublil - Pierre Saka) / Les « Bouaïtes » (Gérard Rinaldi - Luis Rego) / L’Épitaphe de Cléo (Alain Boublil) /  Parti-pris (Alain Boublil - Raymond Jannot) (Vogue EPL 8533)
- 1967 : La Lady du colonel Pickson (Franck Thomas - Jean-Michel Rivat) / Les Amours (Gérard Bourgeois - Raymond Jeannot) / La Standardiste (Gérard Bourgeois - Jean-Max Rivière) / La di di la di da (Peter de Rose - Pierre Delanoë - Sam Lewis) (Vogue EPL 8576)
- 1967 : La Lady du colonel Pickson / Les Amours / Les Fauves / Dis, petit / Madame la Terre (et ron, et ron) / L’Épitaphe de Cléo / La Standardiste / La di di la di da / Et moi, et toi, et soie / Parti-pris / Ce n'est qu'un au revoir mes sœurs / Les « Bouaïtes » (Vogue VGL 6227038)
- 1968 : À mes bottes (E. Kossuta - S. Fennering - Jean Fénol) / On court (Chantal Rousselot - Cris Carol - Pascal Bilat) / Un dur au cœur tendre (Herbert Léonard - Mya Simille - Vline Buggy) / Pourquoi veux-tu que l'on se marie (Aldo Frank - Vline Buggy) (Voque EPL 8621)